# Mozart et la scatologie

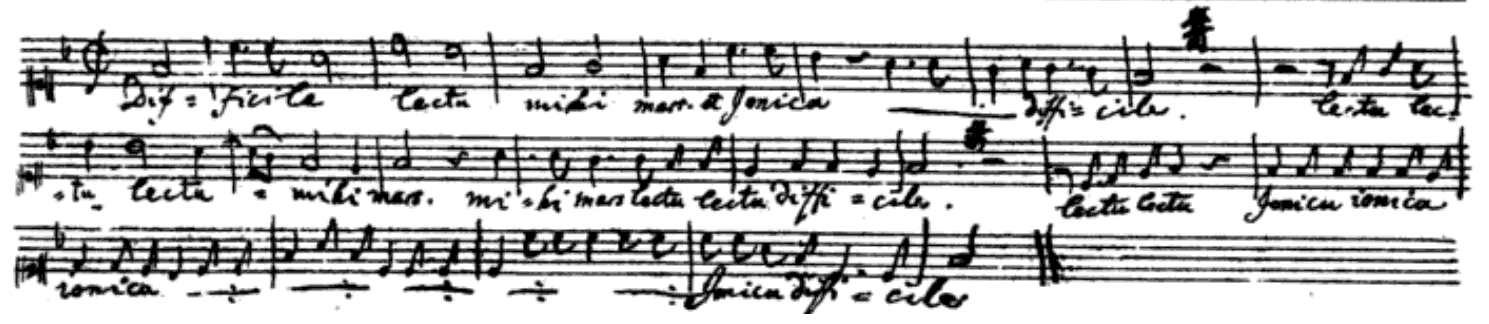
Reproduction du manuscrit original du canon de Mozart « Difficile lectu ». Les mots « lectu mihi mars » doivent être entendus comme « Leck du mich im Arsch » (« lèche-moi le cul »), une expression couramment utilisée dans le cercle familial de Mozart.

Wolfgang Amadeus Mozart fait preuve d'humour scatologique dans ses lettres et dans quelques compositions récréatives. Certains chercheurs tentent de comprendre ce contenu par rapport à son rôle dans la famille de Mozart, dans sa société et dans son époque ; d'autres tentent de le comprendre à partir d'une « liste impressionnante » de troubles psychiatriques dont Mozart souffrirait.

## Exemples

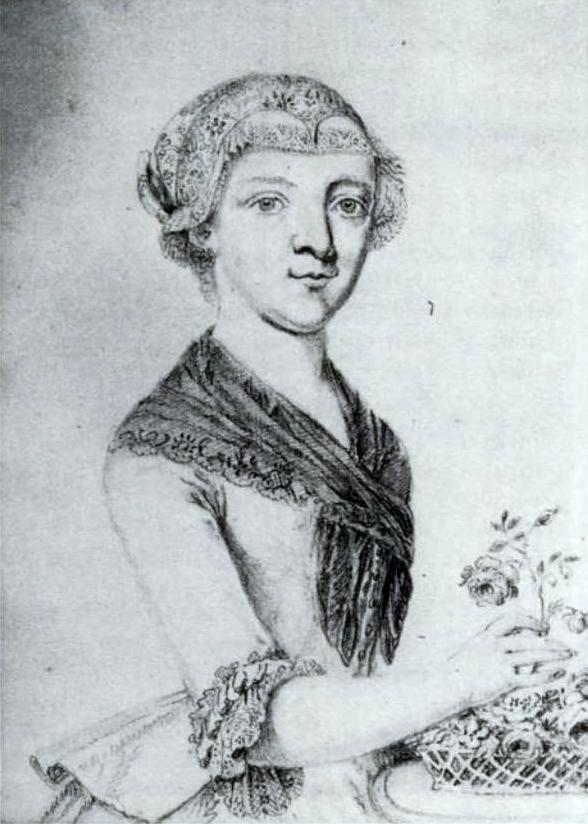
Autoportrait au crayon de Maria Anna Thekla Mozart, datant de 1777 ou de 1778

Une lettre à sa cousine, Maria Anna Thekla Mozart, datée du 5 novembre 1777, est un exemple de l'utilisation de la scatologie par Mozart. L'original allemand est en vers rimés.

« Eh bien, je vous souhaite une bonne nuit,

Chiez sur le lit de sorte qu'il craque,

Dormez bien,

Tendez votre cul à la bouche »

Le canon de Mozart Leck mich im Arsch K. 231 (K6 382c) comprend les paroles : 
« Leck mich im A[rsch] g'schwindi, g'schwindi! »
Cela se traduit en français par « lèche-moi le cul, vite, vite ! »
« Leck mich im Arsch » est une vulgarité courante en allemand, appelée par euphémisme le salut souabe (en allemand : schwäbische Gruß). L'expression française la plus proche est « Va te faire foutre ».

## Contexte
David Schroeder écrit : 

« Le passage du temps a créé un fossé presque infranchissable entre nous et l'époque de Mozart, nous obligeant à interpréter ses lettres scatologiques encore plus mal que ses autres lettres. Très simplement, ces lettres nous embarrassent, et nous avons essayé de les supprimer, de les banaliser, ou de les expliquer hors du canon épistolaire par des excuses pathologiques. »

Par exemple, le metteur en scène Peter Hall raconte la réaction de Margaret Thatcher, informée de la scatologie de Mozart au théâtre, à l'occasion de la pièce Amadeus de Peter Shaffer : 

« Elle n'était pas contente. Dans son meilleur style de directrice, elle m'a passé un savon pour avoir monté une pièce qui dépeignait Mozart comme un diablotin scatologique avec un amour des mots de cinq lettres. Il était inconcevable, disait-elle, qu'un homme qui a composé une musique aussi exquise et élégante pût être aussi grossier. J'ai dit que les lettres de Mozart prouvaient qu'il n'était rien d'autre que cela : il avait un sens de l'humour extraordinairement infantile... « Je ne pense pas que vous ayez entendu ce que j'ai dit », a répondu le Premier ministre. « Il ne pouvait pas être comme cela ». J'ai offert (et envoyé) une copie des lettres de Mozart au 10 Downing Street le lendemain ; j'ai même été remercié par le secrétaire particulier concerné. Mais c'était inutile : le Premier ministre disait que j'avais tort, donc j'avais tort. »

### Lettres
Benjamin Simkin, endocrinologue, estime que 39 des lettres de Mozart comprennent des passages scatologiques. Presque toutes sont adressées à la propre famille de Mozart, en particulier son père Leopold, sa mère Anna Maria, sa sœur Nannerl et sa cousine Maria Anna Thekla Mozart. Selon Simkin, Leopold, Anna Maria et Nannerl ont également inclus de l'humour scatologique dans leurs propres lettres. Ainsi, Anna Maria écrit à son mari (26 septembre 1777 ; l'original est rimé) : 

« Adio ben mio, vis en bonne santé,

Tends ton cul à ta bouche.

Je te souhaite une bonne nuit,

Chie sur le lit de sorte qu'il craque »

Même Leopold, pourtant relativement pudibond, utilise une expression scatologique dans une lettre.
Plusieurs des lettres scatologiques de Mozart sont écrites à sa cousine Maria Anna Thekla Mozart (dont il est probablement amoureux, selon Salomon) ; on les appelle souvent les « lettres Bäsle », d'après le mot allemand Bäsle, un diminutif de « petit cousin ». Dans ces lettres, écrites après que Mozart a passé deux semaines agréables avec sa cousine dans sa ville natale d'Augsbourg, la scatologie est combinée avec des jeux de mots et des références sexuelles.

### Musique
La musique scatologique de Mozart est très probablement récréative et partagée par un groupe fermé d'amis en état d'ébriété. Elle prend la forme de canons (rondes), dans lesquels chaque voix entre avec les mêmes mots et la même musique en suivant un délai après la voix précédente. Le musicologue David J. Buch écrit : « Il peut sembler étrange que Mozart ait fait des copies fidèles, ait inscrit ces compositions dans son catalogue personnel d'œuvres (dans lequel il avait tendance à omettre les œuvres éphémères) et ait autorisé leur copie. La raison pour laquelle il a favorisé ces petites pièces grossières de la même manière que ses œuvres plus sérieuses et importantes reste un mystère. »

### Réactions de la famille et des amis
En 1798, Constanze envoie les lettres Bäsle de son défunt mari aux éditeurs Breitkopf & Härtel, qui rassemblent à l'époque des documents dans l'espoir de préparer une biographie de Mozart. Dans la lettre d'accompagnement, elle écrit : « Bien que d'un goût douteux, les lettres à son cousin sont pleines d'esprit et méritent d'être mentionnées, bien qu'elles ne puissent bien sûr pas être publiées dans leur intégralité ».

### AuXVIIIesiècle

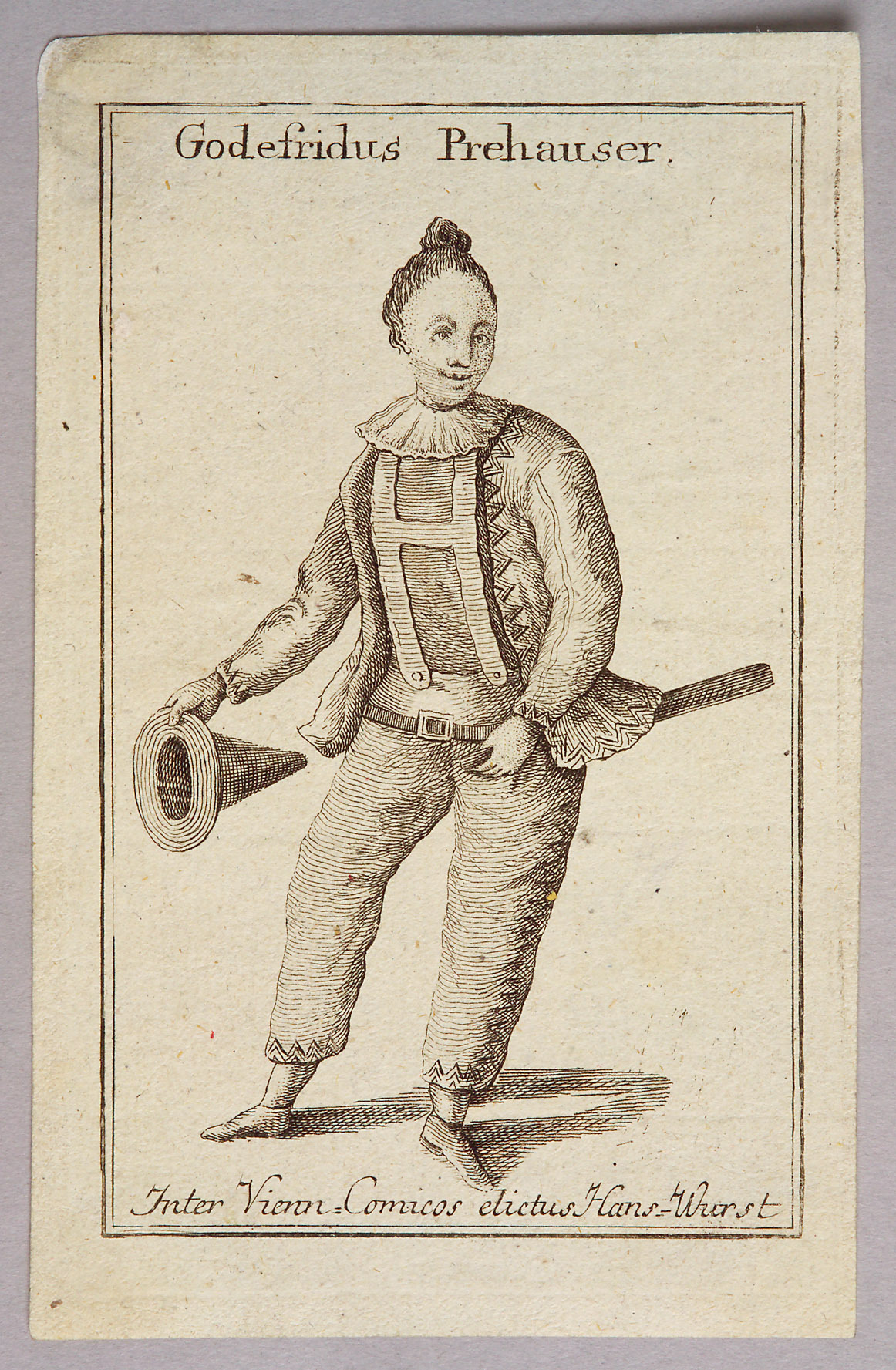
Gottfried Prehauser, acteur de la Vienne du XVIIIe siècle, jouant le rôle de Hans Wurst

Schroeder suggère qu'au XVIIIe siècle, l'humour scatologique est beaucoup plus public et commun. Le théâtre populaire de langue allemande de l'époque de Mozart est influencé par la commedia dell'arte italienne et met l'accent sur le personnage de Hans Wurst, un personnage grossier et robuste qui divertit son public en faisant semblant de manger des objets gros et improbables (par exemple, un veau entier), puis en les déféquant.
Schroeder suggère une assise politique à la scatologie du théâtre populaire : ses spectateurs vivent sous un système d'aristocratie héréditaire qui les exclut de la participation politique. La vulgarité du théâtre populaire scatologique est un contrepoint à la culture raffinée imposée d'en haut. Une des lettres de Mozart décrit les aristocrates en termes scatologiques.

### Dans la culture allemande
Le folkloriste et anthropologue culturel Alan Dundes a suggéré que l'intérêt ou la tolérance pour les questions scatologiques est un trait spécifique de la culture nationale allemande, qui est conservé à ce jour : 
« Dans le folklore allemand, on trouve un nombre démesuré de textes traitant de l'analité. Scheiße (merde), Dreck (saleté), Mist (fumier), Arsch (cul) et autres locutions sont courants. Chansons, contes, proverbes, discours folkloriques, tous témoignent de l'intérêt particulier que les Allemands portent depuis longtemps à ce domaine de l'activité humaine. Je ne prétends pas que les autres peuples du monde n'expriment pas un intérêt sain pour ce domaine, mais plutôt que les Allemands semblent se préoccuper de ces thèmes. Il ne s'agit donc pas tant d'une question de différence que de degré. »
Dundes (1984) fournit une large couverture de l'humour scatologique dans Mozart, mais cite également des textes scatologiques de Martin Luther, Johann Wolfgang von Goethe, Heinrich Heine et d'autres sommités de la culture allemande. Karhausen (1993) affirme que « la scatologie était courante en Europe centrale », notant par exemple que le collègue de Mozart à Salzbourg, Michael Haydn, a également écrit un canon scatologique.
Certaines des phrases utilisées par Mozart dans son contenu scatologique ne viennent pas de lui mais font partie du folklore et de la culture de son époque : Mieder décrit les lettres Bäsle comme impliquant « le jeu intentionnel de Mozart avec ce qui est pour la plupart des discours folkloriques préformulés ». Un exemple donné par Robert Spaethling est l'origine folklorique de l'expression « Gute Nacht, scheiß ins Bett dass 'Kracht », que Spaethling qualifie de « rime pour enfants qui est encore d'actualité dans les régions linguistiques du Sud de l'Allemagne aujourd'hui ». De même, quand Mozart chante à Aloysia Weber les mots « Leck mich das Mensch im Arsch, das mich nicht will » (« Quiconque ne veut pas de moi peut m'embrasser le cul ») à l'occasion d'un rejet romantique de sa part, il chante manifestement un air folklorique existant, pas une chanson de sa propre invention.

## Explication psychologique
L'écrivain autrichien Stefan Zweig, qui a rassemblé une vaste collection de manuscrits musicaux, pense que les contenus scatologiques de Mozart pouvaient être interprétés par des pathologies psychologiques. Sa collection comprend les lettres Bäsle (inédites à l'époque) ainsi que les autographes des canons scatologiques de Mozart « Difficile lectu » et « O du eselhafter Peierl ». Zweig envoie des copies des lettres Bäsle au célèbre psychiatre Sigmund Freud avec la suggestion suivante : 
« Ces neuf lettres [...] jettent une lumière psychologiquement très remarquable sur sa nature érotique, qui, plus que tout autre homme important, présente des éléments d'infantilisme et de coprophilie. Ce serait en fait une étude très intéressante pour un de vos élèves »
Freud décline apparemment la suggestion de Zweig. Comme le note Schroeder, les psychobiographes ultérieurs utilisent les lettres comme preuve des tendances psychopathologiques de Mozart.
Certains auteurs des années 1990 interprètent le matériel comme une preuve que Mozart était atteint du syndrome de Tourette,,,. Simkin catalogue les lettres scatologiques et compare leur fréquence avec des vulgarités similaires d'autres membres de la famille de Mozart - ils sont beaucoup plus fréquents. Les contenus scatologiques sont combinés par Simkin avec des récits biographiques de l'époque de Mozart qui suggère que Mozart souffrait des tics caractéristiques du syndrome de La Tourette. Son affirmation est reprise par les journaux du monde entier, ce qui fait sensation au niveau international, et les sites Internet ont alimenté la spéculation.
Bien que souvent discutée, l'hypothèse Mozart/Tourette ne réussit pas à influencer l'opinion générale sur cette question. En effet, Kammer affirme que les travaux qui proposent l'hypothèse ont été « promptement et sévèrement » critiqués. Le commentaire critique affirme à la fois des erreurs de diagnostic médical et des erreurs des chercheurs sur Mozart. Kammer conclut que « le syndrome de Tourette est un diagnostic inventif mais peu plausible dans l'histoire médicale de Mozart ». Les preuves de l'existence de tics moteurs sont jugées insuffisantes et l'idée que les tics vocaux involontaires sont transférés à la forme écrite est qualifiée de « problématique ». Le neurologue et auteur Oliver Sacks publie un éditorial contestant l'affirmation de Simkin, et l'Association du syndrome de la Tourette souligne la nature spéculative de cette information. Aucun expert ou organisme spécialisé dans le syndrome de la Tourette n'a déclaré qu'il existe des preuves crédibles permettant de conclure que Mozart avait la Tourette. Un spécialiste du syndrome a déclaré que « bien que certains sites web listent Mozart comme un individu ayant eu la Tourette ou un des troubles obsessionnels compulsifs, il n'est pas clair, d'après les descriptions de son comportement, qu'il ait réellement eu l'un ou l'autre ».

## Contenus scatologiques

### Dans ses lettres
La compilation de Benjamin Simkin répertorie les lettres scatologiques de Mozart aux personnes suivantes : 
- son père, Léopold Mozart : vingt lettres
- sa femme, Constanze Mozart : six lettres
- sa cousine Maria Anna Thekla Mozart : six lettres
- sa sœur Maria Anna Mozart (Nannerl) : quatre lettres
- sa mère Anna Maria Mozart : une lettre
- sa mère et sa sœur conjointement : une lettre
- son ami de Salzbourg, l'abbé Joseph Bullinger : une lettre
- son ami, le chef de chœur Anton Stoll, pour qui il a écrit Ave verum corpus : une lettre.

### Dans sa musique
Les canons ont été publiés pour la première fois après la mort de Mozart avec des paroles expurgées : par exemple, « Leck mir den Arsch fein rein » (« Lèche-moi le cul bien propre ») est devenu « Nichts labt mich mehr als Wein » (« Rien ne me rafraîchit plus que le vin »). Dans certains cas, seule la première ligne des paroles scatologiques originales est conservée.